# Zostérops de Goodfellow
Heleia goodfellowi
Pour les articles homonymes, voir Goodfellow.
Espèce
Statut de conservation UICN

 LC  : Préoccupation mineure
Le Zostérops de Goodfellow (Heleia goodfellowi) est une espèce de passereau appartenant à la famille des Zosteropidae. Il est endémique des Philippines.

## Sous-espèces
D'après Alan P. Peterson, il existe trois sous-espèces :
- Lophozosterops goodfellowi goodfellowi  (Hartert, 1903)
- Lophozosterops goodfellowi gracilis  Mees, 1969
- Lophozosterops goodfellowi malindangensis  (Mearns, 1909)